# 宍戶藩
宍戶藩（日语：／ Shishido-han */?）是位於日本常陸國茨城郡宍戶（現茨城縣笠間市平町）的藩，宍戶松平家時期為水戶藩的支藩，成立於慶長7年（1602年），正保2年7月10日（1645年8月31日）一度廢藩，天和2年2月10日（1682年3月18日）重新立藩，元治元年10月5日（1864年11月4日）再度廢藩，慶應4年（1868年）2月再次立藩，明治4年7月14日（1871年8月29日）廢藩置縣。藩高峰期石高達五萬石，藩廳是宍戶陣屋，藩校是明治初年成立的修德館，人口是978戶6,309人。
江戶藩邸方面，秋田氏在日比谷御門外（現東京都千代田區日比谷公園）設有上屋敷。宍戶松平家在距離大手46町（約5.02公里）的目白臺（現東京都文京區關口三丁目的東京聖瑪利亞主教座堂）設有上屋敷，下屋敷位於高田（現東京都豐島區高田一丁目的目白台二丁目路口附近），抱屋敷則位於八右衛門新田（現東京都江東區扇橋一至三丁目、北砂一至二丁目以及四丁目一帶）。

## 歷史
慶長7年（1602年），出羽秋田城主秋田實季以五萬石入主宍戶，寬永8年（1631年）由其子秋田俊季繼位，正保2年8月8日（1645年9月27日），俊季加增至陸奧三春五萬五千石而廢藩。在經歷幕府直轄領、水戶藩領和代官管治時期後於天和2年2月10日（1682年3月18日），水戶藩主德川賴房七男松平賴雄獲分知一萬石，並且於宍戶設置陣屋而再次立藩。
明和3年12月27日（1767年1月27日），水戶藩主德川宗翰六男作為松平賴多的養子而繼位，即松平賴救。文化4年12月29日（1808年1月26日），水戶藩主德川治紀四男作為松平賴敬的養子而繼位，即松平賴筠。與此同時，宍戶藩在文化年間採取鼓勵北陸百姓移居的政策，嘗試挽救嚴重荒廢的農村，然而當地農民在天保年間便對水戶藩家老進行越訴。另一方面，藩主松平賴位也效法水戶藩主德川齊昭進行藩政改革，又鑄造大炮。
元治元年（1864年）3月，天狗黨之亂爆發，藩主松平賴德作為水戶藩的名代前往鎮壓，不過由於被指與天狗黨一同與江戶幕府的軍隊為敵，最終在元治元年10月5日（1864年11月4日）被下令切腹，改易告終，賴德之父前藩主松平賴位也失去官位，並且被轉交至越前鯖江藩看管。其後，幕府派遣五名關東取締出役作為幕府代官駐守於千波（現茨城縣水戶市千波町）負責管治舊藩領。戊辰戰爭爆發後，新政府軍下令讓賴位再次出任藩主，他在慶應4年（1868年）2月獲准再度擔任藩主而重新立藩。其後，宍戶藩主要奉新政府軍之命在品川宿戒備，直至明治2年11月1日（1869年12月3日），明治4年7月14日（1871年8月29日）廢藩置縣。

## 歷任藩主
| 大名家     | 家格             | 藩主     | 石高   |
| ---------- | ---------------- | -------- | ------ |
| 秋田氏     | 譜代 陣屋        | 秋田實季 | 五萬石 |
| 秋田氏     | 譜代 陣屋        | 秋田俊季 | 五萬石 |
| 宍戶松平家 | 親藩 御連枝 陣屋 | 松平賴雄 | 一萬石 |
| 宍戶松平家 | 親藩 御連枝 陣屋 | 松平賴道 | 一萬石 |
| 宍戶松平家 | 親藩 御連枝 陣屋 | 松平賴慶 | 一萬石 |
| 宍戶松平家 | 親藩 御連枝 陣屋 | 松平賴多 | 一萬石 |
| 宍戶松平家 | 親藩 御連枝 陣屋 | 松平賴救 | 一萬石 |
| 宍戶松平家 | 親藩 御連枝 陣屋 | 松平賴敬 | 一萬石 |
| 宍戶松平家 | 親藩 御連枝 陣屋 | 松平賴筠 | 一萬石 |
| 宍戶松平家 | 親藩 御連枝 陣屋 | 松平賴位 | 一萬石 |
| 宍戶松平家 | 親藩 御連枝 陣屋 | 松平賴德 | 一萬石 |
| 宍戶松平家 | 親藩 御連枝 陣屋 | 松平賴位 | 一萬石 |

## 領地
宍戶藩的領地如下，基於相給也有可能同時是皇室領、公家領、幕府領、其他藩領、旗本領或寺社領。
| 令制國 | 郡     | 町村數目 | 領地 |
| ------ | ------ | -------- | --- |
| 常陸國 | 茨城郡 | 27村     | 金谷村、大塚村、南川又村、高野村、田澤村、柏井村、隨分付村、湯崎村、住吉村、羽鳥村、花野井村、大谷村、小曾納村、平町村、太田町村、橋爪村、矢野下村、五平村、南小泉村、土師村、市野谷村、中原村、杉崎村、有賀村、赤尾關村、內原村、三湯村 |

## 外部連結
- . kotobank （日语）.